# Tostão
Eduardo Gonçalves de Andrade (Belo Horizonte, 25 januari 1947), beter bekend als Tostão, is een voormalig Braziliaans voetballer. In zijn beste jaren werd hij als een van de beste spitsen ter wereld beschouwd, ook omdat hij niet alleen scoorde, maar ook veel assists gaf dankzij zijn voortreffelijke passes. Hij werd in 1971 uitgeroepen tot de eerste Zuid-Amerikaans voetballer van het jaar.
Zoals veel Braziliaanse voetballers kreeg hij al vroeg in zijn carrière een bijnaam. De naam waaronder iedereen hem kende was Tostão, maar vaak werd hij ook "de Witte Pelé" genoemd.

## Jeugd
De ouders van Tostão waren niet echt arm, zoals veel Brazilianen dat wel zijn. Zijn vader werkte voor een bank in Belo Horizonte en hij speelde ook amateurvoetbal voor de plaatselijke club América Belo Horizonte. Zijn liefde voor het voetbal gaf hij door aan zijn vier zoons, waaronder dus Tostão.
Eduardo was de jongste van de vier Gonçalves broers, maar hij was de beste als ze gingen voetballen. Al snel werd hij Tostão (The little coin) genoemd. In tegenstelling tot Pelé vond hij de bijnaam die hij al vroeg kreeg wél goed. Toen hij veertien jaar was, speelde Tostão in de jeugd van Cruzeiro.

## Profvoetbal
Op zijn zestiende tekende Tostão zijn eerste profcontract, bij América. Zijn vader was inmiddels gestopt met voetballen voor deze club, die inmiddels een profclub was geworden. Ondanks dat hij profvoetballer was geworden bleef Tostão, in tegenstelling tot veel van zijn landgenoten, veel studeren. Hij houdt veel van cultuur en leest en studeert graag. Twee jaar later, op zijn achttiende, moest hij echter toch kiezen en koos hij, voorlopig, voor het voetbal.

## WK's 1966 en 1970
In 1966 werd Tostão geselecteerd om mee te gaan naar het WK van dat jaar in Engeland. Hij was op dat moment pas 19 jaar en een van de jongste spelers van de Braziliaanse ploeg. In de wedstrijd tegen Hongarije mocht Tostão zijn WK-debuut maken, als vervanger van de geblesseerde Pelé. Brazilië verloor de wedstrijd en Tostão beweerde later dat het lag aan de te oude selectie. "Van de spelers die meededen aan het WK 1962 en 1958 was alleen Pelé nog fit genoeg", zei de voormalig aanvaller. "Djalma Santos, Gilmar, Bellini, Orlando en Garrincha waren niet fit genoeg voor het toernooi in Engeland".
Na het WK 1966 begonnen de voorbereidingen op het volgende toernooi, WK 1970 in Mexico. Tijdens de kwalificatiewedstrijden was Tostão de grote held van Brazilië. Hij was een spits die eigenlijk alles wel kon. Hij gaf assists op anderen, maar maakte zelf ook veel goals. Onder de nieuwe bondscoach Saldanha speelde hij niet in plaats van Pelé, maar samen met Pelé. Het leek zeker dat Tostão mee ging naar het WK in Mexico, maar een wedstrijd tussen Corinthians en Cruzeiro gooide bijna roet in het eten. Een verdediger van Corinthians, Ditao, schoot een bal in het gezicht van de aanvaller, die een tijd lang niks kon zien na dit ongeluk. Uiteindelijk bleek er iets mis te zijn met het netvlies, een blessure die hem zou kunnen tegenhouden om mee te doen aan het WK. Tostão liet de beste dokter van Belo Horizonte komen om hem te opereren en op 3 oktober 1969 hield heel Brazilië de adem in. Dokter Robert Abdalla Moura opereerde Tostão in Houston en zei na de operatie dat hij tevreden was met het resultaat. In de maanden die volgden moest duidelijk worden of Tostão mee zou kunnen naar Mexico. Op een vrijdag in april 1970 werd hij wakker, terwijl er bloed uit zijn oog stroomde. Het was een paar dagen voordat hij zijn comeback zou maken in een wedstrijd tegen Paraguay. Zijn concurrent Dario mocht weer hopen, want hij was de vervanger van Tostão tijdens deze wedstrijd. Hij kon echter geen indruk maken, de wedstrijd eindigde in 0-0 en de nieuwe bondscoach, Mario Zagallo, wist meteen hoe waardevol Tostão was voor de ploeg.
Uiteindelijk herstelde Tostão net op tijd van zijn blessure en hij kon meedoen aan het toernooi. Bij zijn aanstelling tot bondscoach zei Zagallo dat Tostão invaller zou zijn voor Pelé, maar nadat hij de spits een lange tijd had gemist wist hij hoe waardevol de "Witte Pelé" was voor de ploeg. Tostão begon het toernooi dan ook als basisspeler en scoorde drie goals en gaf een aantal assists. Brazilië won het toernooi met misschien wel het mooiste voetbal dat ooit gespeeld is. In de finale werd Italië verslagen met 4-1.

## Na het WK
Na het succesvolle WK van 1970 speelde Tostão nog twee jaar voor Cruzeiro. Daarna vertrok hij naar Vasco da Gama, waar hij in zijn eerste seizoen toch weer last kreeg van zijn oog. Het seizoen 1972/73 was zijn laatste seizoen als profvoetballer, hij moest al stoppen toen hij pas 26 jaar oud was.
Na zijn carrière als voetballer begon hij weer te studeren en werd hij dokter. Jaren later kwam hij toch weer terug in de voetbalwereld en werd hij sportjournalist.

## Erelijst
Cruzeiro
- Campeonato Brasileiro Série A: 1966
- Campeonato Mineiro: 1965, 1966, 1967, 1968, 1969

 Brazilië
- Wereldkampioenschap voetbal: 1970